# I Am Greta
Ne doit pas être confondu avec Greta (film, 2009).
Pour plus de détails, voir Fiche technique et Distribution.
I Am Greta ou Je suis Greta au Québec (titre original : Greta)  est un film documentaire germano-suédois, réalisé par Nathan Grossman, sorti en 2020.
Consacré à la jeune militante écologiste Greta Thunberg, ce documentaire suit l'activité de celle-ci pendant une année, d'août 2018 à septembre 2019.

## Synopsis
En août 2018, Greta Thunberg entame sa grève scolaire pour le climat devant le parlement suédois. Elle y donne déjà ses premières interviews et répond aux questions des passants. En tant que représentante de la jeune génération, elle est invitée à la conférence des Nations Unies sur le climat à Katowice. Son discours se diffuse sur Internet et une vague de mouvements de protestation a lieu dans le monde entier. Elle prononce des discours lors de certaines grandes manifestations et est invitée à rencontrer notamment Emmanuel Macron, Arnold Schwarzenegger, John Bercow et le pape François. Au Parlement européen à Bruxelles, elle prononce son célèbre discours de panique. Malgré l'écho rencontré par son action, elle doit constater que la protection du climat n'est pas suffisamment prise au sérieux dans le monde.
Elle se rend au sommet des Nations unies sur le climat en 2019 sur le voilier Malizia II. Sa maison et ses chiens lui manquent. À New York, elle tient un discours imprégné d'émotion (How dare you?).

## Fiche technique
- Titre : I Am Greta
- Titre québécois : Je suis Greta
- Réalisation : Nathan Grossman
- Scénario : Nathan Grossman
- Montage : Hanna Lejonqvist, Charlotte Landelius
- Musique : Jon Ekstrand, Rebekka Karijord
- Production : Fredrik Heinig, Cecilia Nessen
- Société de distribution : KMBO
- Langues originales : suédois, anglais
- Genre : Film documentaire
- Durée : 101 minutes (1 h 41)
- Dates de sortie :   
  - Suisse : 16 octobre 2020
  - Québec : 16 octobre 2020
  - Belgique : 21 octobre 2020
  - France : 29 septembre 2021

## Personnalités présentes dans le film
- Greta Thunberg
- Svante Thunberg : son père
- Niclas Svenningsen : CCNUCC (Convention-cadre des Nations unies sur les changements climatiques)
- António Guterres : secrétaire général de l’ONU
- Kyra Gantois : cofondateur, Youth for Climate (Belgique)
- Adélaïde Charlier : cofondateur, Youth for Climate (Belgique)
- Anuna De Wever : cofondateur, Youth for Climate (Belgique)
- Emmanuel Macron : président de la République française
- Jean-Claude Juncker : président de la Commission européenne
- Arnold Schwarzenegger : ancien gouverneur de Californie
- John Bercow : président de la Chambre des communes du Royaume-Uni
- Le pape François
- Boris Herrmann : skipper, Malizia II
- Malena Ernman : sa mère
- Roxy : le Labrador Retriever de Greta Thunberg
- Jair Bolsonaro : président de la République fédérative du Brésil (images d'archives)
- Andrew Bolt (en) : animateur du talk-show australien The Bolt Report (en) (images d'archives)
- Jerome Foster II (en) : activiste climatique
- Michael J. Knowles (en) : Commentateur politique conservateur (images d'archives)
- Piers Morgan : animateur de l'émission télévisée Good Morning Britain (en) (images d'archives)
- Vladimir Poutine : président de la fédération de Russie (images d'archives)
- Donald Trump : 45e président des États-Unis (images d'archives)
- Olof Thunberg : le grand-père de Greta (non crédité)

## Production
Nathan Grossman a connu Greta Thunberg grâce à Peter Modestij, un réalisateur qui connaissait Malena Ernman, la mère de Greta, dès le début de ses manifestations devant le parlement suédois. Il a commencé alors à la filmer en pensant qu'il réaliserait peut-être un film sur les activistes du climat, sans savoir l'ampleur que prendrait son action, et qu'il déciderait finalement de lui consacrer un long métrage,.

## Accueil

### Sortie
La première mondiale a eu lieu à la Mostra de Venise 2020. Après plusieurs diffusions dans le cadre de festivals de films à travers le monde, le film sort le 13 novembre 2020 chez Hulu. En octobre et novembre 2020, il sort également en salles dans plusieurs pays, dont la Suisse, le Royaume-Uni, l'Allemagne, l'Italie et la Suède. 

### Accueil critique
Cécile Lecoultre dans La Tribune de Genève estime que « l’intérêt de ce documentaire vient surtout de l’innocence qui entoure encore Greta Thunberg, une gamine de 15 ans qui découvre la célébrité et ses miroirs aux alouettes » et juge le film « intéressant ». Hubert Heyrendt, dans La Libre Belgique, regrette par contre le manque de distance du cinéaste par rapport au sujet, l'absence de réel point de vue.